# Бояри (Логойський район, Острошицька сільська рада)
Бояри (біл. вёска Баяры) — село (веска) в складі Логойського району Мінської області Білорусі, підпорядковане Острошицькій сільській раді.
Село Бояри розташоване в центральних районах Білорусі, у північній частині Мінської області.